# Перген, Иоганн Баптист Антон фон
Иоганн Баптист Антон фон Перген (нем. Johann Baptist Anton von Pergen; 15 февраля 1725, Вена — 12 мая 1814, Вена) — австрийский политический деятель. Первый губернатор Королевства Галиции и Лодомерии.

## Биография
Родился в 15 февраля 1725 года в семьи аристократов, в Вене.
В 1772 году переехал во Львов. В том же году, 4 октября, от имени Марии Терезии и Иосифа ІІ объявил про возвращение Австрийской империи, Королевства Галиции и Ладомерии, на которое империя претендовала со времён Средневековья. В июле 1773 года раздал циркуляры руководству административно-территориальных единиц. На своём посту был очень энергичным и талантливым руководителем, собрал «Мемориал» — единый на то время исторический документ Галиции, после чего передал этот документ императору. Проработал на своём посту 10 месяцев.
Умер в Вене 12 мая 1814 года.